# Sericogaster fasciata
Sericogaster fasciata is een vliesvleugelig insect uit de familie Colletidae. De wetenschappelijke naam van de soort is voor het eerst geldig gepubliceerd in 1835 door Westwood.